# KBS 2TV 목요 드라마
KBS 2TV 목요 드라마는 대한민국의 KBS 2TV에서 매주 목요일에 방송되었던 TV 드라마 작품이다.

## 작품 리스트
|  | - 아래의 텔레비전 드라마 중 2002년 11월 이후에 시청 가능 연령을 표시하는 드라마 등급 제도를 의무적으로 시행하고 있습니다. - 2017년 3월 1일부터 TV 프로그램 등급 표시 외에 주제, 폭력성, 선정성, 언어, 모방 위험 등 분류 사유 표시를 의무적으로 시행하고 있습니다. |

### 1980년대
- 《TV문학관》 : 1980년 12월 18일 ~ 1981년 1월 29일
- 《포도대장》 : 1981년 4월 16일 ~ 1982년 1월 21일
- 《형사》 : 1982년 2월 18일 ~ 1983년 3월 24일
- 《추적》 : 1983년 3월 31일 ~ 1983년 6월 23일
- 《전우》 : 1983년 9월 1일 ~ 1984년 10월 25일
- 《미로》 : 1984년 4월 5일 ~ 1984년 10월 25일
- 《태평무》 : 1985년 11월 7일 ~ 1986년 4월 10일
- 《길손》 : 1986년 4월 17일 ~ 1986년 10월 16일
- 《형사 25시》 : 1986년 10월 23일 ~ 1986년 10월 30일
- 《그러게 말야》 : 1986년 11월 6일 ~ 1986년 12월 18일
- 《큰형수》 : 1987년 1월 8일 ~ 1987년 7월 9일
- 《가요드라마》 : 1987년 7월 16일 ~ 1988년 1월 7일 - 단막극
- 《TV 손자병법》 : 1988년 1월 14일 ~ 1993년 10월 14일

### 1990년대
- 《신 손자병법》 : 1993년 10월 21일 ~ 1994년 2월 17일
- 《광끼》 : 1999년 10월 21일 ~ 2000년 1월 13일

### 2010년대
- 《정글피쉬 2》 : 2010년 11월 4일 ~ 2010년 12월 30일
- 《드라마 스페셜 (2015)》 : 2015년 10월 24일 ~ 2015년 11월 28일 - 단막극

### 2020년대
- 《드라마 스페셜 (2020)》 : 2020년 11월 19일 ~ 2020년 12월 24일 - 단막극

## 같이 보기
- KBS 2TV 수목 드라마
- KBS 2TV 목금 드라마
- KBS 1TV 목요 드라마